# Chambre photographique
 (novembre 2020).
Si vous disposez d'ouvrages ou d'articles de référence ou si vous connaissez des sites web de qualité traitant du thème abordé ici, merci de compléter l'article en donnant les références utiles à sa vérifiabilité et en les liant à la section « Notes et références ».
Une chambre photographique

est un appareil photographique de «grand format»,
c'est-à-dire utilisant
un capteur (argentique ou numérique)
plus grand que 6 x 9 cm.
La taille va jusqu'à 20 × 25 cm, voire au delà: Polaroid a une chambre de 50 × 60 cm.

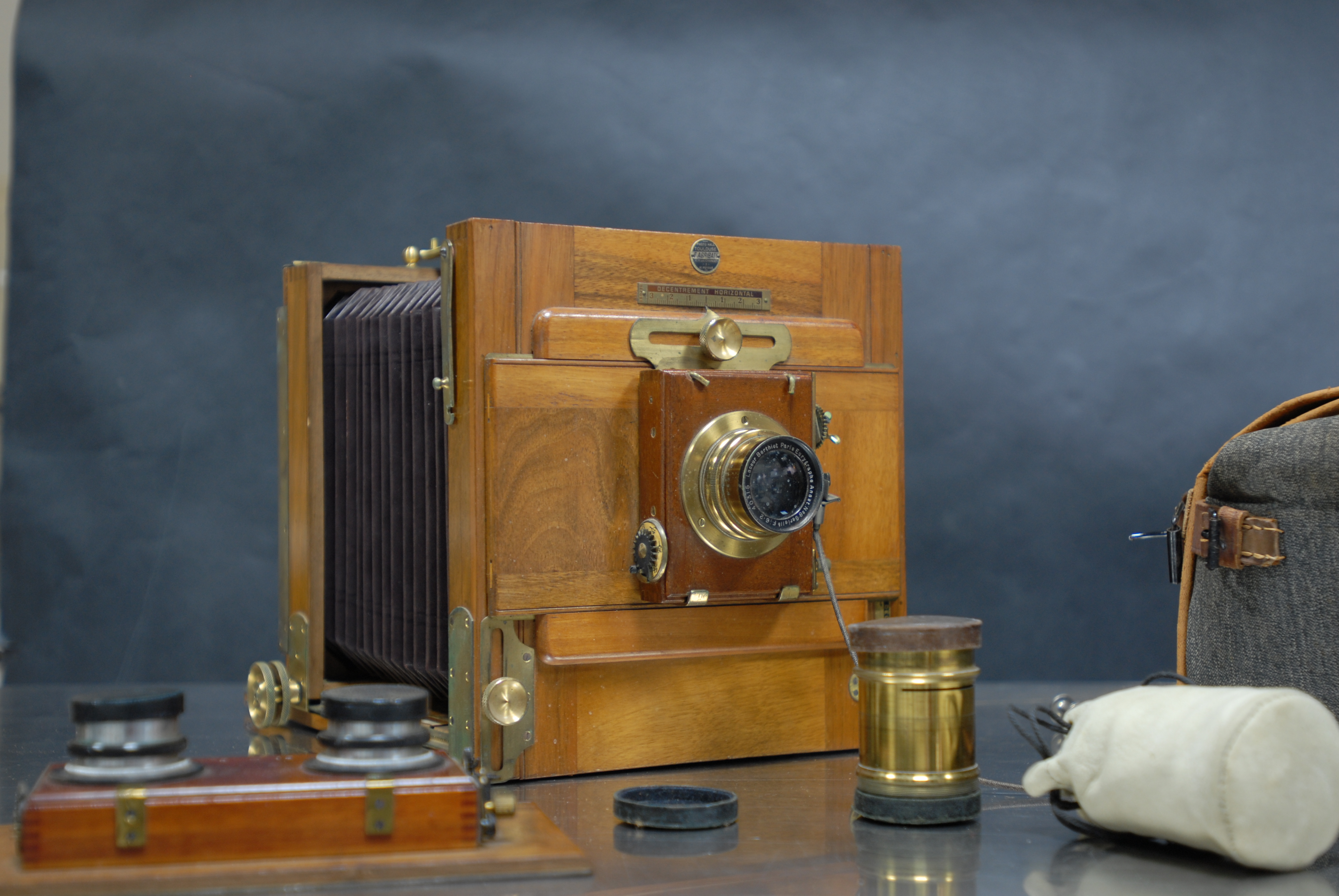
Ancienne chambre de voyage Photo-Hall à rideau, optiques Berthiot.

En photographie argentique, la chambre photographique doit être chargée en pellicule 
après chaque prise de vue: les photos sont prises une par une sur des plan-films.
Cette contrainte, ainsi que le poids et la taille du matériel, induit généralement une méthode et une esthétique différentes de celles que permettent les appareils de petit et moyen formats
(du 24 × 36 mm au 6 × 9 cm).

## Points forts et domaines d'application

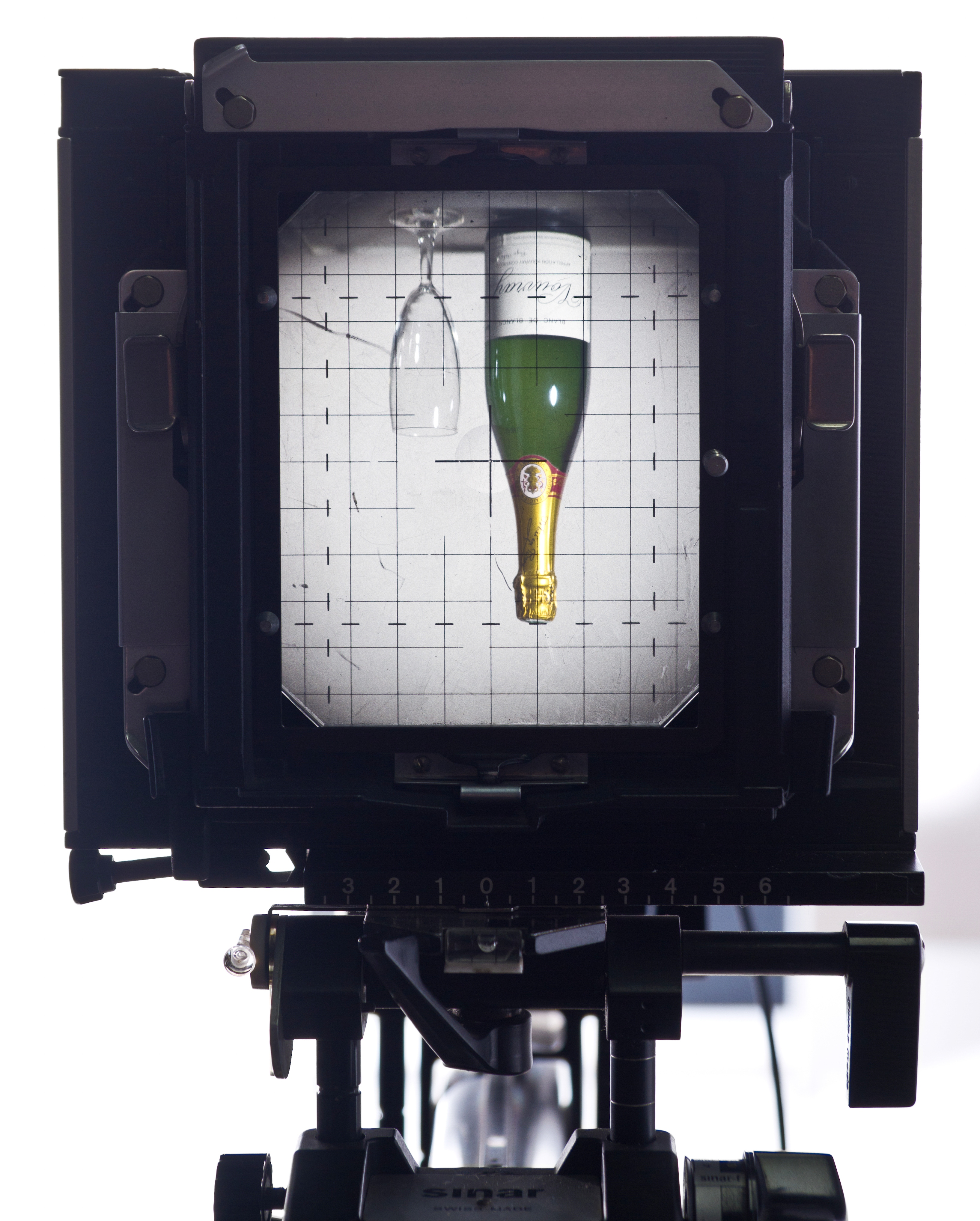
Visée d'une chambre Sinar F

Le grand format a deux avantages sur les appareils de petit ou moyen format:
- L'image captée peut être très agrandie, tout en maintenant à des niveaux très acceptable définition et  finesse (les photos numériques ont beaucoup de pixels);
- La constitution modulaire de l'appareil permet bascule et décentrement, donnant au photographe la possibilité d'agir, dès la prise de vue, sur la perspective et la mise au point.

## Usages
La chambre photographique était le seul type d'appareil à la naissance de la photographie. 
De nos jours, elle reste utilisée pour 
- la photo d'architecture ou d'industrie,
- les reproductions d'œuvres d'art,
- la photo de joaillerie,
- et, parfois même, la photographie de mode.

## Matériel

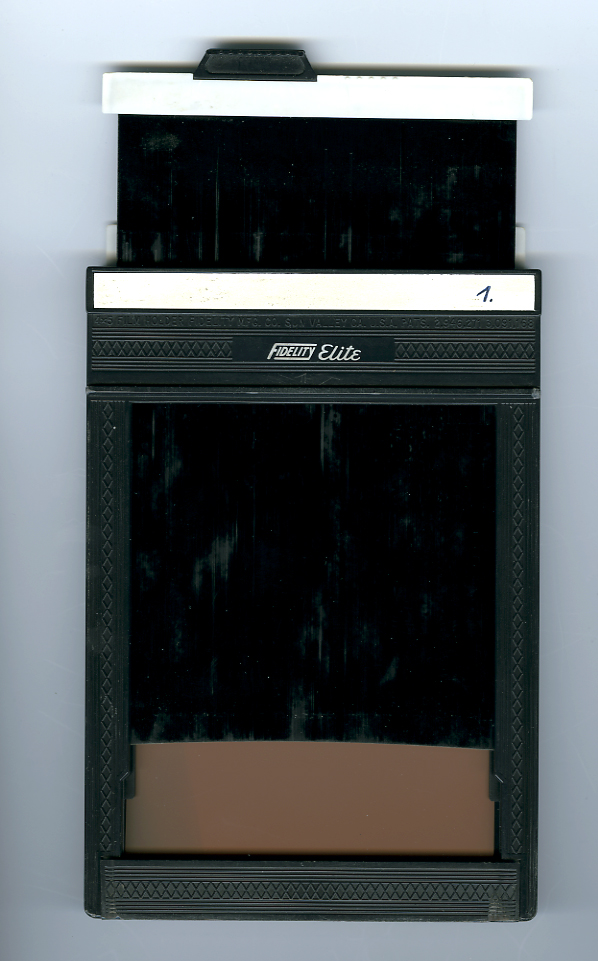
Un châssis porte-film ouvert, avec un plan-film visible (de couleur brune).

Une chambre technique se compose essentiellement de quatre éléments principaux :
1. le banc optique avec son support ;
2. le corps arrière, qui supportera le dos avec dépoli ;
3. le soufflet ;
4. le corps avant, qui supporte l'obturateur et l'objectif.

Les corps avant et arrière sont munis de commandes permettant les mouvements de bascule et de décentrement.
L'observation de l'image sur le dépoli sera facilitée par l'adjonction d'un soufflet, qui l'isole de la lumière ambiante, et éventuellement d'une loupe binoculaire. L'image observée est inversée, car il n'y a pas de prisme pour la redresser comme dans un appareil de petit format, avec l'habitude, cela ne présente pas d'inconvénient pour le photographe professionnel. Une lentille de Fresnel peut être fixée derrière le dépoli pour une meilleure visibilité de l'ensemble de l'image.
Le corps avant peut porter un obturateur, ce qui permet alors l'utilisation d'objectifs sans obturateurs, plus simples et moins coûteux. L'obturateur unique permet de plus un réglage depuis l'arrière, dans la position de prise de vue, ce qui simplifie sensiblement le travail en évitant à l'opérateur de devoir se déplacer vers l'avant pour régler son objectif à chaque prise de vue. L'obturateur comporte également une commande de réglage du diaphragme de l'objectif et un contact pour flash.
Quelques marques : Sinar, Linhof, Cambo, Silvestri, Toyo, Arca Swiss, Sunfoto, Canham, Gran View, Walker Titan, Calumet, etc.

### Châssis porte-film
Le châssis porte-film est un boîtier plat rigide, divisé en deux compartiments étanches à la lumière, dos à dos, chacun fermé par un volet amovible. Un châssis peut ainsi contenir deux plan-films. Le volet présente une marque sur un de ses côtés pour permettre d'indiquer un plan-film exposé (généralement un côté blanc et l'autre noir), il suffit de retourner le volet avant de le réinsérer.
Le chargement et déchargement du châssis se fait dans le noir absolu, en chambre noire ou à l'aide d'un manchon. Le plan-film comporte un marquage en haut à droite de sa surface sensible pour pouvoir le charger convenablement à l'aveugle.

## Mouvements et réglages de la chambre technique

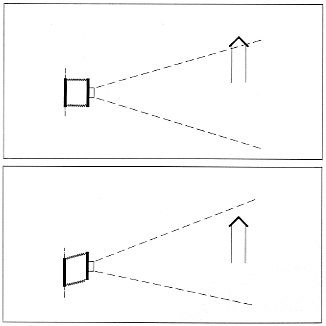
Décentrement pour éviter les déformations engendrées par la contre-plongée

Il y a trois possibilités de mouvement sur une chambre technique :
1. la mise au point ;
2. le décentrement ;
3. la bascule.

La mise au point se fait par déplacement du corps arrière le long du banc optique, déplacement qui pourra être ajusté avec grande précision au moyen d'une commande micrométrique. Enfin cette commande peut comporter une échelle de profondeur de champ (particularité des chambres Sinar) qui permet un ajustement précis et le contrôle de la profondeur de champ à diaphragme ouvert.
Le décentrement, c'est-à-dire le déplacement dans son plan d'un corps de la chambre hors de sa position normale, permet de modifier le cadrage de l'image. L'objectif crée une image circulaire dont le dépoli ne couvre qu'une partie. Au moyen du décentrement, il est donc possible d'aller chercher son sujet sur l'ensemble de cette image circulaire. Le décentrement peut indifféremment être exécuté sur les corps avant ou arrière. Les décentrements peuvent être verticaux et latéraux.
La bascule est une modification de la position angulaire d'un corps de la chambre. Elle a pour effet de modifier la perspective, ou le plan de netteté de l'image, ou les deux à la fois.

### Intérêt des mouvements de bascule et décentrement
Les mouvements de décentrement permettent de corriger une erreur apparente de la perspective. En effet, la perspective d'une image est déterminée par la position relative du plan objet et du plan image. En clair, si l'on veut photographier un objet vertical, il faut que le plan image (le plan du film dans la chambre) soit également vertical pour que les lignes verticales de l'objet photographié qui sont parallèles, soient également parallèles sur la photo. On évite ainsi les déformations de type « pyramide » que l'on observe sur les photos réalisées avec des appareils petits formats lorsqu'ils sont dirigés vers le haut pour photographier des bâtiments.
Le mouvement de bascule permet d'agir sur la netteté de l'image. En effet, on observe que la netteté de l'image dépend des positions relatives de trois plans, le plan du sujet, le plan de l'objectif, le plan du film. C'est la règle de Scheimpflug. Tant que les trois plans sont parallèles, la netteté est assurée sur l'ensemble de l'image, mais si l'un des plans est incliné par rapport à un autre, la netteté ne sera présente sur toute l'image que si les prolongements des trois plans se recoupent en une même droite.

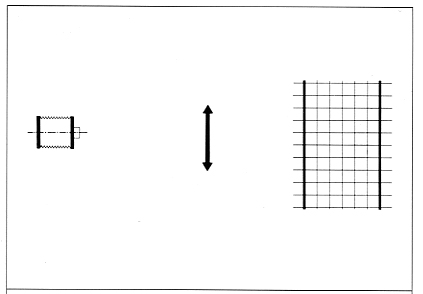
Bascule en position neutre.
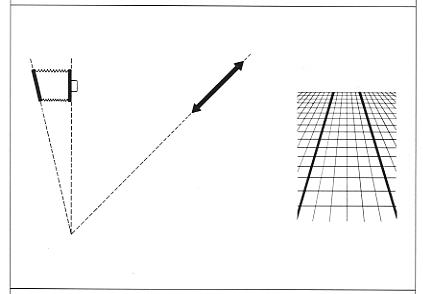
Bascule du corps arrière: amplification de la perspective.
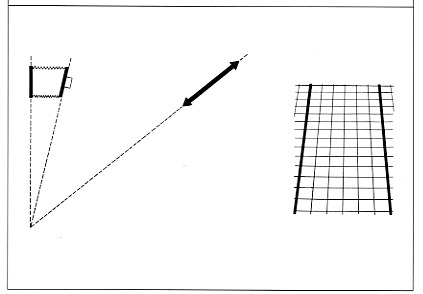
Bascule du corps avant: perspective normale.
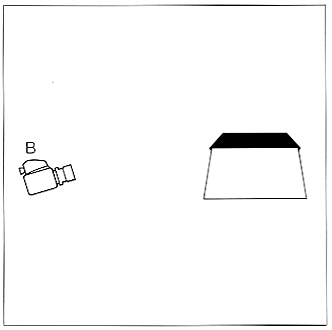
Photo sans bascule: effet « pyramide ».

Selon que l'on opère une bascule sur le corps avant ou sur le corps arrière, on obtiendra un rendu de la perspective différent tout en gardant la même netteté. Le photographe choisira donc l'une ou l'autre solution, ou une solution mixte, en fonction de ses critères esthétiques.

## Mesures de lumière
La chambre technique ne comporte pas de posemètre incorporé. La mesure de lumière doit donc s'opérer de façon manuelle.
Le procédé le plus efficace est la mesure dans le plan du film.
Ceci s'opère au moyen d'un posemètre ou d'un flasmètre traditionnels reliés à une sonde qui permet la mesure devant le dépoli, dans le plan exact qui sera occupé par le film. Le photographe peut alors opérer plusieurs mesures en différents points de l'image et calculer l'exposition correcte (zone system). Cette facilité est également très utile pour contrôler l'éclairage afin d'obtenir un bon équilibre entre les zones claires et obscures de l'image, en un mot, pour contrôler le contraste total de l'image.

## La prise de vue
La prise de vue comporte une succession d'opérations :
- Le photographe commence par bloquer l'obturateur en position ouverte et règle le diaphragme sur sa plus grande ouverture.
- Abrité de la lumière ambiante sous un voile noir, il compose l'image sur le verre dépoli de visée,
- Puis il effectue les différents réglages manuellement :
  - cadrage,
  - bascules (avec application de la loi de Scheimpflug),
  - décentrements (spécialement en architecture),
  - mise au point de la distance,
  - ouverture du diaphragme,
  - durée d'exposition (soit automatique, soit contrôlée manuellement pour les poses longues de plus d'une seconde)
- Le photographe referme alors l'obturateur et en arme le ressort,
- Puis il insère un châssis porte-films dans le dos du corps arrière. Le plan-film est positionné à l'emplacement exact occupé précédemment par le dépoli, assurant ainsi l'exactitude de la mise au point. Autrefois, le dépoli était monté sur charnières pour permettre de lui substituer le châssis porte-films ; sur les chambres modernes, le dépoli est monté sur ressorts (système dit « spring back ») et s'écarte du corps arrière quand on glisse le châssis en place,
- Le photographe peut alors retirer le volet protecteur du châssis et déclencher la prise de vue avec un déclencheur souple (soit d'une pression en automatique, soit en maintenant la pression pour une pose longue),
- La pellicule ayant été impressionnée, avant de retirer le châssis, il doit veiller à réinsérer le volet protecteur (sous peine de voiler le film).

Pour augmenter un peu la productivité, ou réduire les coûts, il est possible d'utiliser des films en rouleaux de moyen format grâce à un adaptateur.